# Saint-Maur-des-Fossés
Saint-Maur-des-Fossés è un comune francese di 76 237 abitanti situato nel dipartimento della Valle della Marna nella regione dell'Île-de-France.
Fino al 1791, il comune era composto da due località distinte: Saint-Maur propriamente detto e La Varenne-Saint-Hilaire. La distinzione tra di esse sussiste nel codice postale: 94100 (Saint-Maur) e 94210 (La Varenne-Saint-Hilaire). Inoltre, c'è ancora un quartiere ben delimitato chiamato La Varenne. 

## Società

### Evoluzione demografica
Abitanti censiti

## Festival cinematografico
La città è sede di un festival cinematografico dedicato al cortometraggio che si tiene nel mese di ottobre. Nel 2008 sono stati premiati il cortometraggio The Note diretto da Jon Greenhalgh e l'attrice Anne-Elisabeth Blateau.

## Curiosità
Nel comune di Saint-Maur-des-Fossés si svolgono le vicende del libro di Jean-Louis Giovannoni Voyage à Saint-Maur (Edizioni Champ Vallon, 2014).

## Amministrazione

### Gemellaggi
- La Louvière, dal 1966
- Ziguinchor, dal 1966
- Rimini, dal 1967
- Hameln, dal 1968
- Bognor Regis, dal 1980
- Leiria, dal 1982
- Pforzheim, dal 1989